# C/1854 F1
La cometa C/1854 F1 è una grande cometa scoperta il 29 marzo 1854. L'orbita percorsa dalla cometa presenta un'inclinazione molto elevata rispetto al piano dell'eclittica, al quale è quasi perpendicolare. Il nodo ascendente si trova molto vicino all'orbita del pianeta Venere. Il 28 marzo 1854 il suo nucleo (in effetti il falso nucleo) fu giudicato essere di 2,5-3,0 a.